# Samuel Gathimba
Samuel Ireri Gathimba (ur. 26 października 1987) – kenijski lekkoatleta specjalizujący się w chodzie sportowym.
Wicemistrz Afryki z Marrakeszu (2014). W 2015 sięgnął po srebro igrzysk afrykańskich w Brazzaville. W 2016 stanął na najwyższym stopniu podium afrykańskiego czempionatu w Durbanie. Reprezentował Kenię na igrzyskach olimpijskich w Rio de Janeiro (2016) oraz na mistrzostwach świata w Londynie (2017). W 2018 zdobył drugi tytuł mistrza Afryki, w 2019 wywalczył złoty medal igrzysk afrykańskich, w 2022 zaś po raz trzeci został mistrzem Afryki.
Medalista mistrzostw Kenii.
Rekordy życiowe: chód na 20 kilometrów – 1:18:23 (18 czerwca 2021, Nairobi) rekord Afryki.

## Osiągnięcia
| Rok  | Impreza                                | Miejsce        | Konkurencja      | Lokata      | Wynik    |
| ---- | -------------------------------------- | -------------- | ---------------- | ----------- | -------- |
| 2014 | Mistrzostwa Afryki                     | Marrakesz      | chód na 20 km    | 2. miejsce  | 1:27:11  |
| 2015 | Igrzyska afrykańskie                   | Brazzaville    | chód na 20 km    | 2. miejsce  | 1:26:44  |
| 2016 | Mistrzostwa Afryki                     | Durban         | chód na 20 km    | 1. miejsce  | 1:19:24  |
| 2016 | Igrzyska olimpijskie                   | Rio de Janeiro | chód na 20 km    | –           | DNF      |
| 2017 | Mistrzostwa świata                     | Londyn         | chód na 20 km    | 30. miejsce | 1:22:52  |
| 2018 | Igrzyska Wspólnoty Narodów             | Gold Coast     | chód na 20 km    | 3. miejsce  | 1:19:51  |
| 2018 | Mistrzostwa Afryki                     | Asaba          | chód na 20 km    | 1. miejsce  | 1:25:14  |
| 2019 | Igrzyska afrykańskie                   | Rabat          | chód na 20 km    | 1. miejsce  | 1:22:48  |
| 2019 | Mistrzostwa świata                     | Doha           | chód na 20 km    | 33. miejsce | 1:40:45  |
| 2022 | Drużynowe mistrzostwa świata w chodzie | Maskat         | chód na 20 km    | 3. miejsce  | 1:23:52  |
| 2022 | Mistrzostwa Afryki                     | Saint-Pierre   | chód na 20 km    | 1. miejsce  | 1:22:04  |
| 2022 | Mistrzostwa świata                     | Eugene         | chód na 20 km    | 4. miejsce  | 1:19:25  |
| 2022 | Igrzyska Wspólnoty Narodów             | Birmingham     | chód na 10 000 m | 5. miejsce  | 39:23,14 |
| 2023 | Mistrzostwa świata                     | Budapeszt      | chód na 20 km    | 9. miejsce  | 1:18:34  |
| 2024 | Igrzyska afrykańskie                   | Akra           | chód na 20 km    | 2. miejsce  | 1:28:06  |
| 2024 | Igrzyska olimpijskie                   | Paryż          | chód na 20 km    | 22. miejsce | 1:21:26  |